# Duke Nukem 3D
Duke Nukem 3D är ett datorspel, förstapersonsskjutare av 3D Realms släppt 29 januari 1996. Spelets huvudkaraktär är Duke Nukem från dess föregångare Duke Nukem och Duke Nukem II. Då spelet kom kritiserades det av massmedia för det brutala våldet och andra känsliga inslag.
Med Duke Nukem 3D följde även utvecklarnas baneditor med, kallad Build, vilket var den första WYSIWYG-editorn någonsin för ett förstapersonsskjutar-spel.
Tillverkaren släppte 1 april 2003 källkoden till spelet under GNU GPL, och bara dagar efteråt dök de första versionerna upp för andra plattformar än MS-DOS, Macintosh, Playstation, Nintendo 64 och Sega Saturn; det finns även stöd för OpenGL.

## Spelets uppgift
Mordiska utomjordingar har landat i ett framtida Los Angeles och Dukes uppgift blir att göra sig av med dessa. Spelet består av 28 banor uppdelade i 3 episoder, det finns även ett expansionspaket kallat Plutonium Pak, eller Atomic Edition, där det är 4 episoder och 39 banor, plus en del andra extrasaker. Med Atomic Edition har spelet följande fyra episoder: L.A. Meltdown, Lunar Apocalypse, Shrapnel City och The birth. Även om spelet till stor del går ut på att skjuta fienden med de olika vapen som finns så kräver vissa hinder en viss del tankeverksamhet för att komma igenom.

### Expansioner och andra versioner
Det finns 3 expansioner till Duke Nukem 3D. För att kunna spela dessa krävs "Atomic Edition"
- Duke Nuclear Winter (1997)

Duke åker till Nordpolen för att rädda jultomten mot utomjordingar.
- Duke it out in D.C (1997)

Duke åker till Washington för att skydda presidenten mot en invasion av utomjordingar. (9 banor + en hemlig)
- Duke Caribbean: Life's A Beach (1998)

Duke kämpar på stranden mot utomjordingar (7 banor + en hemlig)

#### Duke Nukem 64
Duke Nukem 64 släpptes till Nintendo 64 år 1997.
Det är inte helt olikt Duke Nukem 3D, men har helt suddat ut pornografiskt innehåll. Bland annat har en bioduk bytt bild, från en dansande kvinna till en scen från en rymdfilm, en strippklubb bytts ut till ett lager, och en tidningsaffär till en vapenaffär.

### DukePlus
DukePlus är en fri vidareutveckling av originalspelet som tillkommit sen källkoden släpptes, i denna variant har, utöver nya avancerade banor en del finesser lagts till som till exempel möjligheten att använda stegar, att kunna ha transparent vatten, kunna klättra längst kanter, att kunna plocka upp föremål samt äta mat och dricka läsk ur läskmaskiner och kunna åka i rymdskepp och liknande.
Ett antal nya vapen finns också, bland annat en dubbelpipig shotgun, gravity gun och en laserpistol som fås då man dödar vissa utomjordingar.
För att kunna köra DukePlus måste man ha source porten EDuke32 installerad.

### Duke Nukem 3D: Megaton Edition
Duke Nukem 3D: Megaton Edition är en samlingsutgåva som består av Duke Nukem 3D: Atomic Edition, Duke It Out In D.C., Duke Caribbean: Life's a Beach och Duke: Nuclear Winter, samtliga använder programmet OpenGL, en MS-DOS-version av Duke Nukem 3D: Atomic Edition förekommer som spelbar. Megaton Edition släpptes till Steam, Playstation 3 och Playstation Vita i Nordamerika 6 januari 2015 och i Europa 7 januari 2015. Den utvecklades av General Arcade till PC och portades till konsoler av Abstraction Games, den publicerades av Devolver Digital. Spelet togs bort i februari 2016 i digitala butiker på grund av utgående avtal med Gearbox Software.

### Duke Nukem 3D: 20th Anniversary World Tour
Duke Nukem 3D: 20th Anniversary World Tour är ett spel till Playstation 4, Xbox One och Steam. Gearbox Software släppte spelet 11 oktober 2016. Den inkluderar nya ljuseffekter och nya episoden World Tour men har inte expansioner från Kill-A-Ton and Megaton. 23 juni 2020 släpptes spelet till Nintendo Switch.

## Spelets utseende
Spelet påminner om Doom och Doom II: Hell on Earth och använder sig av samma typ av renderingsteknik. Duke Nukem 3D använder sig av Build-motorn av Ken Silverman.
Platserna i spelet utspelas i bland annat hus, gator och rymdskepp. Det finns även många interaktiva saker som kan göras i spelet, som användning av lampknappar, toaletter, biljardspel, arkadspel, övervakningskameror med mera.

## Vapen
1. Spark, kräver ingen ammunition och ger lika mycket skada som ett pistolskott men kan endast användas i närstrid. Den vanliga sparken ges med höger fot och en vänsterfotspark finns även på en specialknapp som kan användas då annat vapen används, sparken tar mer skada om man använder steroiderna. Det går att använda vänsterfotsparken samtidigt som högerfotsparken upp till version 1.3D av Duke Nukem 3D. Från version 1.4 och uppåt är denna bugg fixad.
2. Pistol, är det vapnet man startar med. Det ger inte så mycket skada men är bra att använda mot mål på avstånd.
3. Shotgun, har en ganska stor spridning på skottet, ger därmed mycket skada på nära håll men är sämre på avstånd. Har i jämförelse mot andra vapen lång omladdningstid.
4. Chaingun, liknar en nordenfelt gun och är en typ av kulspruta med 3 pipor som kan få ut mycket skott på kort tid men ger inte så mycket skada på långt håll i och med kulornas spridning
5. RPG (rocket propelled grenade), är ett pansarbrytande vapen men används i spelet huvudsakligen mot levande motståndare. Har skott som går långsamt i luften, har lång omladdningstid men ger mycket skada. Det går även att skjuta upp vissa sprickor i väggen med detta vapen.
6. Pipe bomb, en eller flera bomber som kastas ut på marken eller i luften och som detoneras med hjälp av en avtryckare. Kan användas för att skapa fällor. Det går även att spränga upp vissa sprickor i väggen med detta vapen.
7. Shrink ray, krymper den som blir skjuten men ger för övrigt ingen skada, den krympta dör istället om någon kliver på denna. Om man spelar multiplayer och motståndaren använder steroider går denna inte att krympa. Skotten studsar mot speglar.
7. Expander, (finns endast i Atomic Edition), en sorts mikrovåg som först skadar och sedan expanderar fienderna tills de sprängs. Aktiveras med samma knapp som shrink ray.
8. Devastator, en sorts RPG-kulspruta, skjuter miniraketer med hög hastighet, men ger inte alls lika mycket skada som ett RPG-skott. Detta vapen är ganska effektivt på bossar. Det går även att skjuta upp vissa sprickor i väggen med detta vapen.
9. Laser trip bomb, en bomb som läggs mot väggar och aktiveras då spelaren bryter dess laserstråle. Kan användas för att skapa fällor. Det går även att spränga upp vissa sprickor i väggen med detta vapen.
0 (10). Freezethrower, skjuter en sorts iskristaller som, efter att ha skadat en fiende eller motspelare ner till 1 HP, fryser den som blir träffad till is, därefter kan man gå fram och sparka, eller skjuta sönder dem. Skotten studsar mot väggen så den är effektiv att skjuta fiender runt hörnet med. Spelaren får dock passa sig då skotten kan komma tillbaka på en själv om denna är oförsiktig.

## Tillbehör
I spelet finns några intressanta och anmärkningsvärda tillbehör spelaren kan använda sig av, vilka om de används rätt kan ge ett taktisk spelande, dessa är bland annat:
- Steroider, vid användning springer Duke direkt snabbare än normalt under en kort period. Det är då även möjligt att springa ifrån RPG-skott. Sparken skadar även mera med steroider och ger ungefär lika mycket skada som ett shotgunskott. Det går inte heller att bli krympt av shrinkern om spelaren använder steroiderna.
- Holoduke, skapar en holografisk bild av Duke vilket både kan förvilla en motspelare i multiplayer och vanliga fiender. Funkar dock inte mot botarna i fake multiplayer.
- Night goggles, infraröda nattglasögon, kan få spelaren att se i mörker.
- Jet pack, kan få Duke att flyga. Fuskar spelaren med "god mode" (odödlighet) så kan spelaren flyga med jetpacken hur länge som helst.
- Medikit, kan vid användning omgående återge Dukes hälsa.
- Protective boots, med stövlarna kan Duke gå på ytor som annars skadar spelaren.
- Scuba gear, med dykardräkten kan spelaren vara i vatten under en längre tid.

## Kritik
Spelets recensioner var överlag väldigt positiva. Däremot kritiserades det kraftigt under sin aktuella tid för att vara våldsamt och sexistiskt. I Australien vägrade man ursprungligen att överhuvudtaget dela ut en åldersgräns. Som resultat av detta censurerade 3D Realms spelet i vissa länder. Även den amerikanska versionen som såldes av Walmart var censurerad. En patch som kunde laddas ned på deras hemsida gjorde att censuren togs bort.
1999 bannlystes spelet i Brasilien tillsammans med bland andra Doom och Mortal Kombat efter anklagelser om att tre personer som sköts till döds i en biograf av en person med kokain i blodet och som behandlades för mentala stressproblem var inspirerat av den första nivån i spelet.